# Better Off Alone
«Better Off Alone» — песня Alice Deejay, евродэнс-проекта голландского продюсера DJ Jurgen в сотрудничестве с Весселем ван Дипеном, Деннисом ван ден Дрисшеном, Себастианом Молейном и Элке Калбергом (Pronti & Kalmani). В 1997 году песня была выпущена в качестве инструментальной песни DJ Jurgen на Violent Records. Более поздние релизы композиции включали вокал Джудит Пронк, которая позже стала важной частью проекта Alice Deejay. Песня была включена в дебютный альбом проекта, Who Needs Guitars Anyway?. В 2023 и 2025 годах журнал Billboard включал песню в свои списки «Лучшие поп-песни всех времен» и «Лучшие танцевальные песни всех времен».

## Производство
Первоначально песня была инструментальной композицией, написанной в 1997 году Юргеном «DJ Jurgen» Риджкерсом, Себастианом «Pronti» Молейном и Элке «Kalmani» Калбергом в комплексе Violent Studios 4045 в Хилверсюме, Нидерланды. Владельцы Violent Music и Violent Studios Деннис «Danski» ван ден Дрисшен и Вессель «Delmundo» ван Диане ранее предлагали студийное пространство для Pronti и Kalmani рядом с их комплексом 4045. До производства «Better Off Alone» Pronti и Kalmani работали над сочинением музыки для другого проекта лейбла Vengaboys.
При постпроизводстве инструментальной композиций Себастиан Молейн был в эмоциональном состоянии из-за того, что его девушка недавно покинул его, так к нему пришла строка «Do you think you’re better off alone?». Молейн заявил, что «я начал напевать вокальную мелодию, пока проигрывалась композиция, и мы решили добавить вокал. Это сделало эмоции песни настолько реальными, насколько это возможно». Джудит Пронк исполняла вокал для последующих композиций Alice Deejay. В официальной биографии Pronti и Kalmani говорилось, что DJ Jurgen «хотел остаться андеграундным диджеем, которым он был, поэтому была сформирована группа Alice Deejay». В 1999 году был сделан «Radio Edit».
В 1999 году Себастиан Молейн и Элке Калберг выпустили несколько ремиксов песни: «Vocal Clubmix», «Pronti & Kalmani Vocal Remix» и эPronti & Kalmani Club Dub».

## Композиция
«Better Off Alone» написана в тональности си мажор, темп составляет 137 битов в минуту. Инструменты следуют аккордовой прогрессии E–D♯m–G♯m–F♯, вокал идёт от B3 к G♯4..
На рубеже веков «Better Off Alone» была описана как поворотный момент в развитии коммерциализированного техно-звука. Этот звук разделяют связанные композиции, такие как «Blue (Da Ba Dee)» от Eiffel 65, которые появились примерно в то же время. Со-основатель Dash Berlin Джеффри Суториус заявил: «Она стала настолько большим хитом во всём мире, что многие люди классифицировали её как евродэнс, хотя на самом деле он начинался как вокальный транс». Элке Калберг и Себастиан Молейн являются другими со-основателями Dash Berlin. Entertainment Weekly описал песню как «техно-поп», а Spin описал её как «подпитываемый трансом евродэнс».

## Выход

### Сингл
Сингл был выпущен в качестве инструментального сингла DJ Jurgen в 1997 году на лейбле Violent Music B.V. Violent Records. Было продано всего 500 винилов. После того, как сингл установил авторитет под именем DJ Jurgen, были перевыпущены вокальные версии под названием «DJ Jurgen Presents Alice Deejay», а также эAlice Deejay Featuring DJ Jurgen» в некоторых странах. Исполнителем вокального сингла стал Alice Deejay.
Композиция был выпущен в танцевальных клубах и стал международным хитом в клубах, достигнув 2-го места в клубных чартах Billboard и попала в десятку лучших по всему миру. Затем песня стала хитом, достигнув 2-го места в Канаде, 27-го в США и 2-го в Великобритании. В Великобритании было продано более 600 000 копий, песня стала одним из самых продаваемых синглов 1999 года в стране, несмотря на то, что радио-версия не была включена в коммерческий CD-релиз. Песня была в топ-100 самых продаваемых синглов в Австралии за 2000 год, составленные Австралийской ассоциацией звукозаписывающих компаний.

### Музыкальные клипы
У песне есть две версии музыкального клипа. Режиссёром оригинального клипа было снято Олаф ван Гервен через студию Blood Simple, которая в то время снимала клип для Себастиана Молейна и другого музыкального проекта Элке Калберга, Vengaboys. В первой версии клипа мужчина путешествует на Jeep Wrangler 1997 года по марокканской пустыне. Его машина заглохла, и он вынужден идти пешком. По пути он выбрасывает свои вещи, такие как часы, карту и немного воды. Параллельно женщина сидит на диване в гостиной и поёт текст песни, а мужчина видит её в пустыне. Мужчина теряется в пустыне, показаны сцены его и его влюблённой девушки. Он снимает свою сломанную собачью жетку и кричит. Поскольку жетон уже сломан, а у девушки есть вторая часть, это, вероятно, означает, что он уже мёртв, и она скучает по нему. Клип заканчивается тем, что его мертвое тело покрыто пустынным песком.
Режиссёром второй версии выступил «Cousine Mike» из производственной группы 1711. Съёмки второго клипа проходили в Майами для Republic и Universal. Вторая версия перемежается сценами пустыни из оригинала, но с дополнительными сценами, где Джудит Пронк, Мила Левеск и Анжелика Верснель танцуют в комнате с марокканским декором. Иногда появляется только Пронк в синем платье с вуалью.

## Отзывы критиков
Песня изначально была воспринята некоторыми критиками с пассивностью. Дж.Д. Консидин из The Baltimore Sun написал отзыв об альбоме Who Needs Guitars Anyway?: «Звук «Alice Deejay» основан на синтезаторе и частично ретро, больше из-за пенистого веселья электропопа 80-х годов, чем неустанному стучанию современного техно, а написание песни мелодичное и управляемое хуком, придавая увлекательное, очарование Ace of Base таким песням, как «Better Off Alone». Entertainment Weekly дал песне оценку B, описав её как имеющую «броские, одноразовые результаты» с «едва заметным текстом». Шотландский Daily Record похвалил её «отличный вокал и стучащий техно-бит».
Позднее песня получила признание. Vibe посчитал песню «вневременной композиций» в своих «30 танцевальных композициях 90-х годов, которые изменили игру». Complex заявил, что песня «идеально воплощает в себе звук евродэнса/евротранса 1990-х годов, который занял клубы, и сегодня мы слышим, как сцена биг-рум-хауса строится на основе того, что было начато здесь» в их «10 Essential Eurodance Classics». Журнал также заявил, что производство Себастиана Молейна и Элке Калберга в транс-музыке Dash Berlin напрямую отражает влияние песни на современную электронную музыкальную сцену. В 2017 году BuzzFeed поставил песню на 24-е место в своём списке «101 величайшая танцевальная песня 90-х». Dash Berlin с честью включила песню в топ-5 величайших классических трансов.. Критик Джордж Маккарти описал песню как «полную жизни: демонстрация широкого спектра сырых эмоциональных уязвимостей, которые не имеют себе равных ни в одном другом современной танцевальной композиции, это взрыв».
Меган Гарви из MTV сослалась на песню как на пример «Eurodance Nostalgia» и что культовый статус песни «в основном ретроактивный». Гарви заявила, что такие песни, как «Better Off Alone», «оставили у вас больное чувство, как будто что-то осталось невысказанным. Подтекст меланхолии, как казалось, больше похож на композиции середины 90-х, такие как «Where Do You Go» или «What Is Love», танцевальные композиции, построенные вокруг вопросов без ответа. В марте 2025 года журнал Billboard поставил песню на 48-е место в своём списке «100 лучших танцевальных песен всех времён».

## Списки композиций
| - Dutch, Canadian, Australian, and New Zealand maxi-CD single 1. "Better Off Alone" (radio edit) – 3:36 (3:38) 2. "Better Off Alone" (vocal club mix) – 6:36 (6:53) 3. "Better Off Alone" (Signum remix) – 7:46 (7:49) 4. "Better Off Alone" (Pronti & Kalmani vocal remix) – 7:04 (7:07) 5. "Better Off Alone" (Pronti & Kalmani club dub) – 6:46 (6:52) 6. "Better Off Alone" (Mark van Dale with Enrico remix) – 9:27 (9:28) Примечание: Продолжительность канадской версии указана в скобках - European maxi-CD single 1. "Better Off Alone" (radio edit) – 3:36 2. "Better Off Alone" (vocal club mix) – 6:51 3. "Better Off Alone" (Signum remix) – 7:46 4. "Better Off Alone" (instrumental mix) – 6:36 5. "Better Off Alone" (Pronti & Kalmani vocal remix) – 7:04 6. "Better Off Alone" (club dub) – 6:46 - Scandinavian CD single 1. "Better Off Alone" (radio edit) – 3:36 2. "Better Off Alone" (vocal club mix) – 6:36 | - UK CD and 12-inch single 1. "Better Off Alone" (vocal club mix) – 6:36 2. "Better Off Alone" (Signum remix) – 6:21 3. "Better Off Alone" (DJ Jam X and De Leon's Dumonde remix) – 6:42 - UK cassette single 1. "Better Off Alone" (UK short cut) – 2:53 2. "Better Off Alone" (vocal club mix) – 6:36 3. "Better Off Alone" (Pronti & Kalmani vocal remix) – 7:04 - US 12-inch single A1. "Better Off Alone" (vocal club mix) – 6:36 A2. "Better Off Alone" (Jam & Dumonde remix) – 6:42 B1. "Better Off Alone" (Mark van Dale with Enrico remix) – 9:27 B2. "Better Off Alone" (original edit) – 3:32 - Canadian 12-inch single A1. "Better Off Alone" (vocal club mix) – 6:53 A2. "Better Off Alone" (Signum remix) – 7:49 B1. "Better Off Alone" (Pronti & Kalmani vocal remix) – 7:07 B2. "Better Off Alone" (Mark van Dale with Enrico remix) – 9:28 |

## Чарты
| Чарт (1999–2000)                    | Высшая позиция |
| ----------------------------------- | -------------- |
| Австралия (ARIA)                    | 4              |
| Бельгия/Фландрия (Ultratop 50)      | 14             |
| Бельгия/Валлония (Ultratop 50)      | 30             |
| Canada (Nielsen SoundScan)          | 2              |
| Канада (RPM Top Singles)            | 19             |
| Канада (RPM Dance/Urban)            | 1              |
| Denmark (IFPI)                      | 11             |
| Europe (Eurochart Hot 100)          | 12             |
| Финляндия (Suomen virallinen lista) | 16             |
| Франция (SNEP)                      | 6              |
| Германия (GfK)                      | 32             |
| Hungary (Mahasz)                    | 10             |
| Iceland (Íslenski Listinn Topp 40)  | 25             |
| Ирландия (IRMA)                     | 3              |
| Italy (FIMI)                        | 17             |
| Нидерланды (Dutch Top 40)           | 9              |
| Нидерланды (Single Top 100)         | 8              |
| Новая Зеландия (Recorded Music NZ)  | 11             |
| Норвегия (VG-lista)                 | 3              |
| Шотландия (OCC Scotland)            | 1              |
| Швеция (Sverigetopplistan)          | 5              |
| Швейцария (Schweizer Hitparade)     | 28             |
| Великобритания (OCC UK Singles)     | 2              |
| Великобритания (OCC UK Dance)       | 1              |
| США (Billboard Hot 100)             | 27             |
| США (Billboard Dance Club Songs)    | 3              |
| США (Billboard Dance Singles Sales) | 16             |
| США (Billboard Pop Airplay)         | 20             |

| Чарт (1999)                    | Позиция |
| ------------------------------ | ------- |
| Belgium (Ultratop 50 Flanders) | 75      |
| Europe (Eurochart Hot 100)     | 40      |
| France (SNEP)                  | 51      |
| Netherlands (Dutch Top 40)     | 24      |
| Netherlands (Single Top 100)   | 36      |
| Romania (Romanian Top 100)     | 84      |
| Sweden (Hitlistan)             | 44      |
| UK Singles (OCC)               | 12      |
| UK Airplay (Music Week)        | 33      |
| UK Pop (Music Week)            | 2       |

| Чарт (2000)                      | Позиция |
| -------------------------------- | ------- |
| Australia (ARIA)                 | 88      |
| US Billboard Hot 100             | 88      |
| US Mainstream Top 40 (Billboard) | 61      |
| US Rhythmic Top 40 (Billboard)   | 35      |

| Чарт (2001)                | Позиция |
| -------------------------- | ------- |
| Canada (Nielsen SoundScan) | 143     |

## Сертификации
| Регион | Сертификация  | Продажи   |
| --- | ------------- | --------- |
| Австралия (ARIA) | Золотой       | 35 000^   |
| Дания (IFPI Danmark) | Золотой       | 45 000    |
| Франция (SNEP) | Серебряный    | 125 000*  |
| Италия (FIMI) | Золотой       | 50 000    |
| Новая Зеландия (RMNZ) | Платиновый    | 30 000    |
| Испания (PROMUSICAE) | Платиновый    | 60 000    |
| Швеция (GLF) | Золотой       | 15 000^   |
| Великобритания (BPI) | 2× Платиновый | 1 200 000 |
| * Данные о продажах приведены только на основе сертификации. · ^ Данные о тиражах приведены только на основе сертификации. · Данные о продажах + прослушиваниях приведены только на основе сертификации. |               |           |

## История релиза
| Регион         | Дата            | Формат(ы)                                    | Лейбл(ы)           | Примечания    |
| -------------- | --------------- | -------------------------------------------- | ------------------ | ------------- |
| Нидерланды     | декабрь 1998    | 12-дюймовый виниловый диск CD                | Violent            | [ 1 ]         |
| Европа         | 4 июня 1999     | CD                                           | Orbit Virgin       | [ 46 ]        |
| Великобритания | 19 июля 1999    | 12-дюймовый виниловый диск CD касетта        | Positiva Violent   | [ 87 ]        |
| США            | 29 февраля 2000 | Rhythmic contemporary contemporary hit radio | Republic Universal | [ 88 ] [ 89 ] |

## Кавер-версии и семплы
- В 2008 году основная мелодия песни была использована продюсером Джонни Джулиано в песне «Say Yeah» от Уиза Халифы, который добавил Roland TR-808, а также драм-машины к существующей мелодии[90]. Продюсер хип-хопа и трэпа AraabMuzik заявил, что семплирование песни изначально привело его к семплированию «транса и действительно жизнерадостной танцевальной музыки». Песня была семплирована им в песне «South Beach» от 40 Cal при участии Duke Da God[91].
- В 2011 году витч-хаус-группа Salem исполнила кавер-версию песни в своём мини-альбоме I'm Still in the Night[92].
- Французскому продюсеру Давиду Гетта было разрешено использовать основную мелодию (или «хук») песни[93]. Основная мелодия песни была использована в песне «Play Hard» при участии Ни-Йо и Эйкона. Позже запись была включена в Nothing but the Beat 2.0. Некоторые источники описали эту «тяжёлую» выборку как пример «серой зоны в мире музыкального плагиата». Несмотря на санкционированное использование мелодии, некоторые источники заявили, что это ставит вопрос: «Сколько семплирования — слишком много семплирования?»[94].
- Композиция Линдси Лохан «Xanax» построен вокруг замедленного семпла песни[95][96].
- Канадская поп-группа Purity Ring также выпустила кавер-версию песни 29 сентября 2020 года[97].
- Главный бит Save Me, сделанный в феврале 2020 года Бруно Мартини, Avian Grays и TRIXL, при участии Майры, также взят из этой песни[98].
- Голландский диджей San Holo записал гитарную версию песни и опубликовал её в своей ленте Twitter 2 августа 2021 года[99].
- В 2022 году Дарвин Нуньес присоединился к Ливерпулю из Бенфики. В социальных сетях была популяризирована песня о нём под мелодию «Better Off Alone»[100].
- В 2023 году Ким Петрас и Ники Минаж выпустили песню «Alone», с семплом песни[101].
- В 2023 году Сэм Фелдт и Джонас Блу выпустили песню «Crying on the Dancefloor», в которой был присутствует семпл песни[102].
- В 2023 году Алан Уокер, Dash Berlin и Vikkstar выпустили песню «Better Off (Alone, Pt. III)», с семплом песни[103].
- В 2024 году Midwife, проект Мэдлин Джонстон, исполнил кавер-версию песни для альбома No Depression in Heaven[104].